# 1944 en Ontario
Chronologie de l'Ontario
- 1940
- 1941
- 1942
- 1943
- 1944
- 1945
- 1946
- 1947
- 1948

Cette page concerne des événements d'actualité qui se sont produits durant l'année 1944 dans la province canadienne de l'Ontario.

## Politique
- Premier ministre : George Drew (Parti progressiste-conservateur)
- Chef de l'Opposition: Ted Jolliffe (PSDC)
- Lieutenant-gouverneur: Albert Edward Matthews (en)
- Législature: 21e (en)

## Naissances
- 26 mars : Benjamin Chee Chee, artiste († 14 mars 1977).
- 17 avril : Bobby Curtola (en), chanteur.
- 20 mai : Elinor Caplan (en), député provincial d'Oriole (en) (1985-1997) et député fédéral de Thornhill (1997-2004).
- 1er juin : Aileen Carroll, député fédéral de Barrie—Simcoe—Bradford (1997-2004) et Barrie (2004-2006) et député provincial de Barrie (2007-2011).
- 29 juin : Bob Kilger (en), député fédéral de Stormont—Dundas (1988-2000) et Stormont—Dundas—Charlottenburgh (2000-2004).
- 5 juillet : Robbie Robertson, guitariste, compositeur, acteur, producteur et scénariste.
- 30 juillet : Mendelson Joe (en), auteur-compositeur-interprète, guitariste et peintre.
- 10 août : Gaétan Gervais, auteur, historien, professeur et un des créateurs du Drapeau franco-ontarien († 20 octobre 2018).
- 11 août : Alexa McDonough, chef du Nouveau Parti démocratique.
- 3 septembre : Brian Linehan (en), animateur de la télévision († 4 juin 2004).
- 17 novembre : Lorne Michaels, producteur, scénariste et acteur.
- 12 décembre : Peter Goldring, député fédéral d'Edmonton-Est en Alberta (1997-2015).
- 19 décembre : Zal Yanovsky, musicien († 13 décembre 2002).

## Décès
- 10 janvier : John Wesley Dafoe (en), journaliste (° 8 mars 1866).
- 9 mars : Arthur Roy Brown, officier de l'armée (° 23 décembre 1893).
- 28 mars : Stephen Leacock, enseignant, politologue, économiste, écrivain et humoriste (° 30 décembre 1869).
- 14 septembre : John Macalister, agent secret canadien du Special Operations Executive (° 9 juillet 1914).
- 27 septembre : Aimee Semple McPherson, évangéliste (° 9 octobre 1890).
- 1er octobre : William Mulock (en), lieutenant-gouverneur de l'Ontario par intérim (° 19 janvier 1843).
- 3 novembre : Jack Miner (en), conservationniste (° 10 avril 1865).
- 26 novembre : Henry Cockshutt (en), 13e lieutenant-gouverneur de l'Ontario (° 8 juillet 1868).